# Balestra (meccanica)

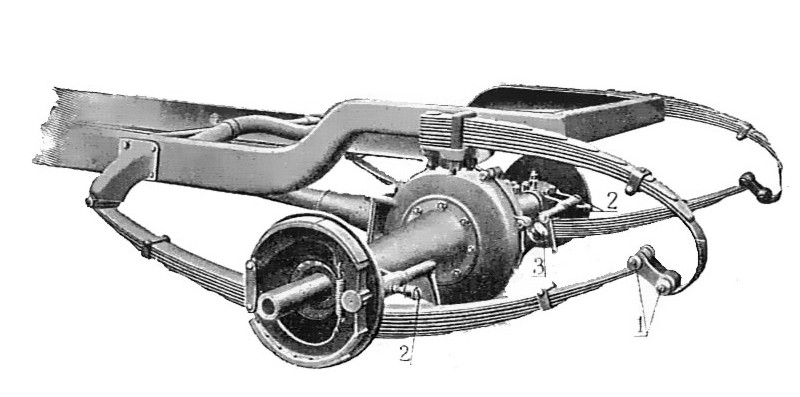
Sospensione con molle a balestra di un veicolo

Nella meccanica la balestra è un tipo di molla, costituito da un fascio di lamine di acciaio, che per sua elementarità e per il suo costo ridotto ha avuto un grande utilizzo per la sospensione degli assali dei veicoli stradali e ferroviari di ogni tipo. 

## Descrizione

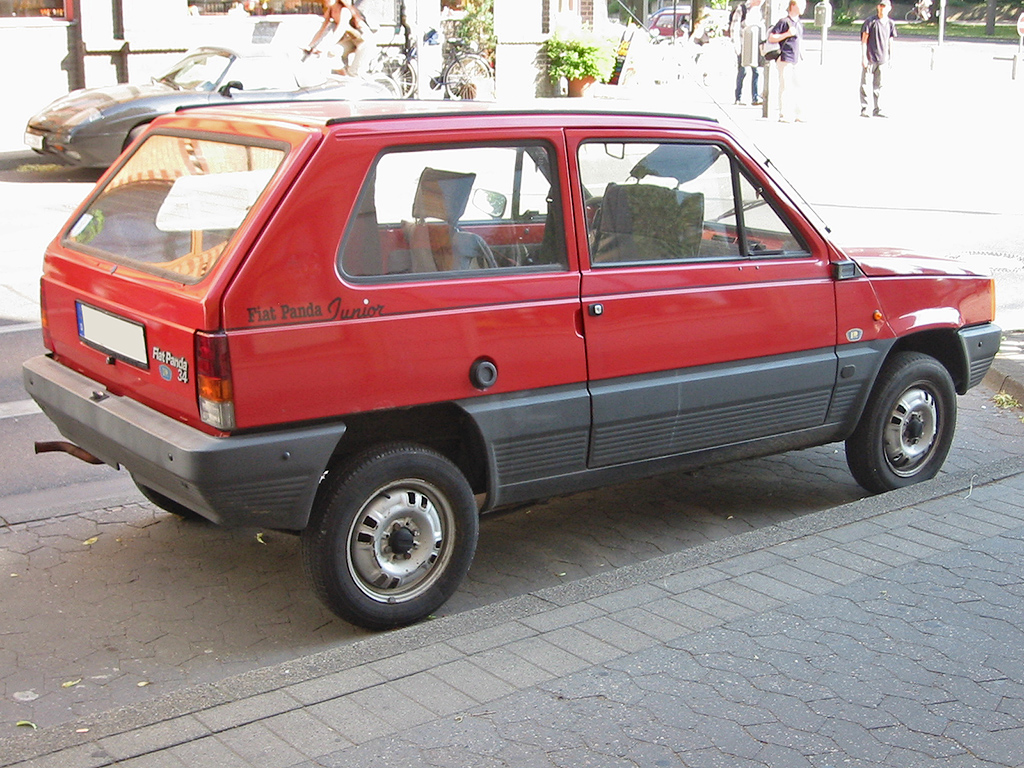
Una Fiat Panda con balestre nel retrotreno

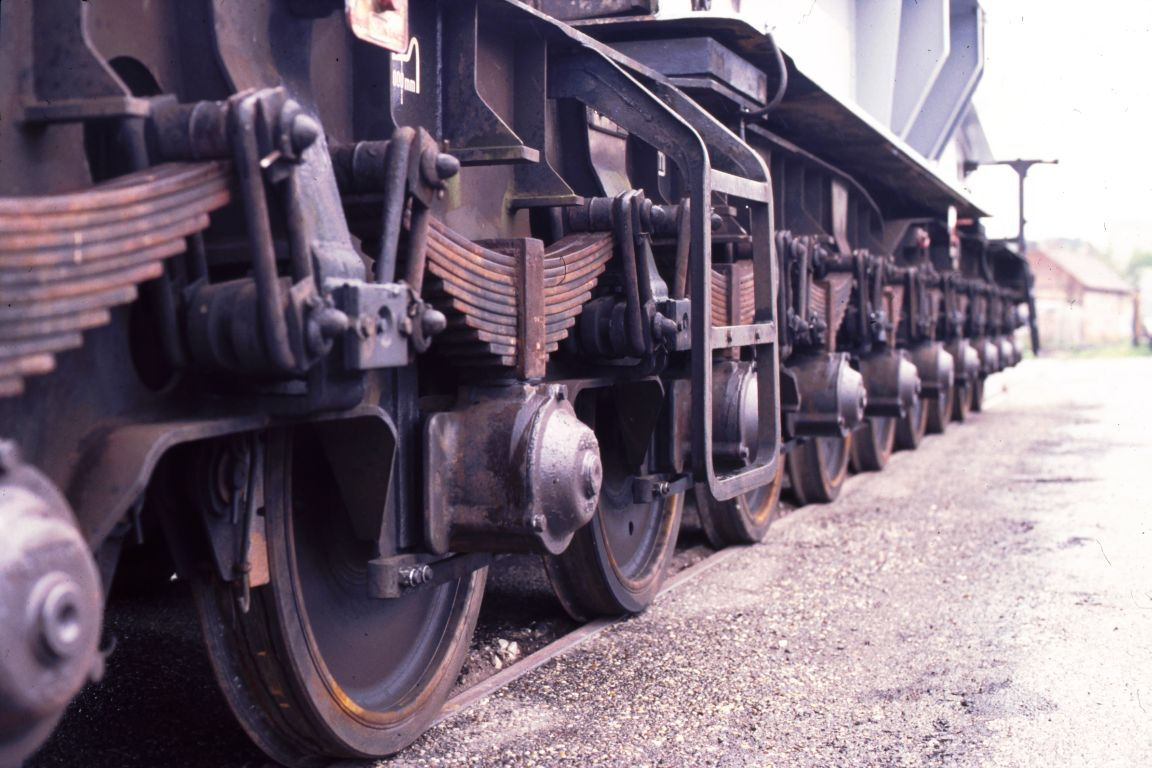
Sospensioni a balestra di un carro ferroviario per trasporti eccezionali

Le balestre sono costituite generalmente da più foglie d'acciaio di lunghezza differente sovrapposte e tenute assieme da graffe metalliche che prendono il nome di "cavallotti" (balestre semiellittiche), mentre un perno centrale che attraversa le balestre evita che queste vadano a disassarsi durante il loro funzionamento. La foglia principale è detta "foglia maestra" ed è vincolata al telaio da un silent block, che permette l'oscillazione, e da un "biscottino", che permette sia l'oscillazione che l'estensione.
Le varie lamine di metallo sono intervallate da fogli di gomma che hanno lo scopo di ridurne attrito e rumorosità.
Possono essere integrate da ulteriori lamine dette "fogli ausiliari" o "balestrino".
Esistono anche balestre dette paraboliche, formate sovrapponendo delle foglie semiellittiche in modo che si tocchino nella parte centrale e al crescere della compressione della balestra tocchino progressivamente ed in successione alle estremità.
Alcune balestre sono formate da fogli sagomati al centro, questa forma permette di mantenere l'allineamento tra le varie foglie, evitando la rotazione tra esse, senza intaccare lo scorrimento tra le stesse.
Il sistema di sospensione mediante balestra, anche se efficace, risulta particolarmente rigido ma, per la sua robustezza, è adatto a mezzi pesanti come autocarri, rotabili ferroviari e in genere, mezzi meccanici da lavoro. I suoi limiti sono costituiti dalla poca attitudine alla marcia in curva e ad alta velocità e al basso comfort nella marcia su strade sconnesse.

### Tipi di balestra

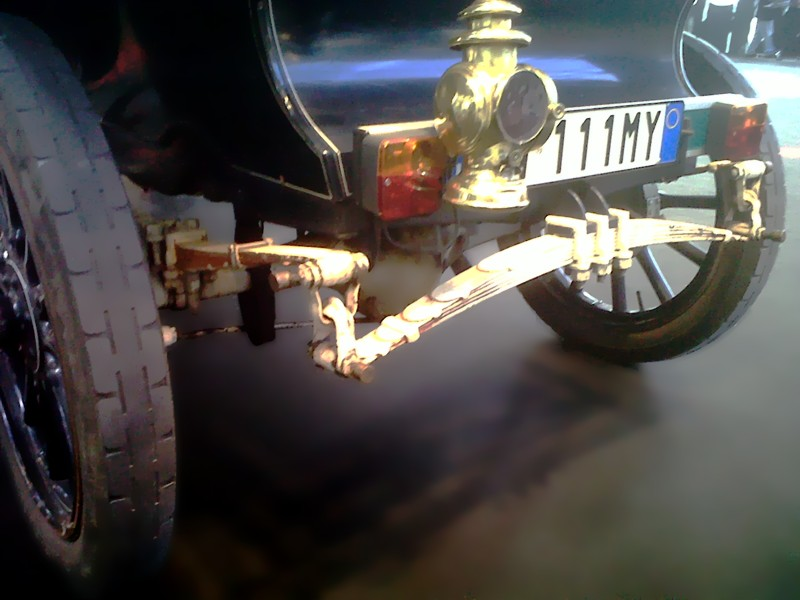
Particolare sistema a balestra 3/4 della Cadillac Model Thirty

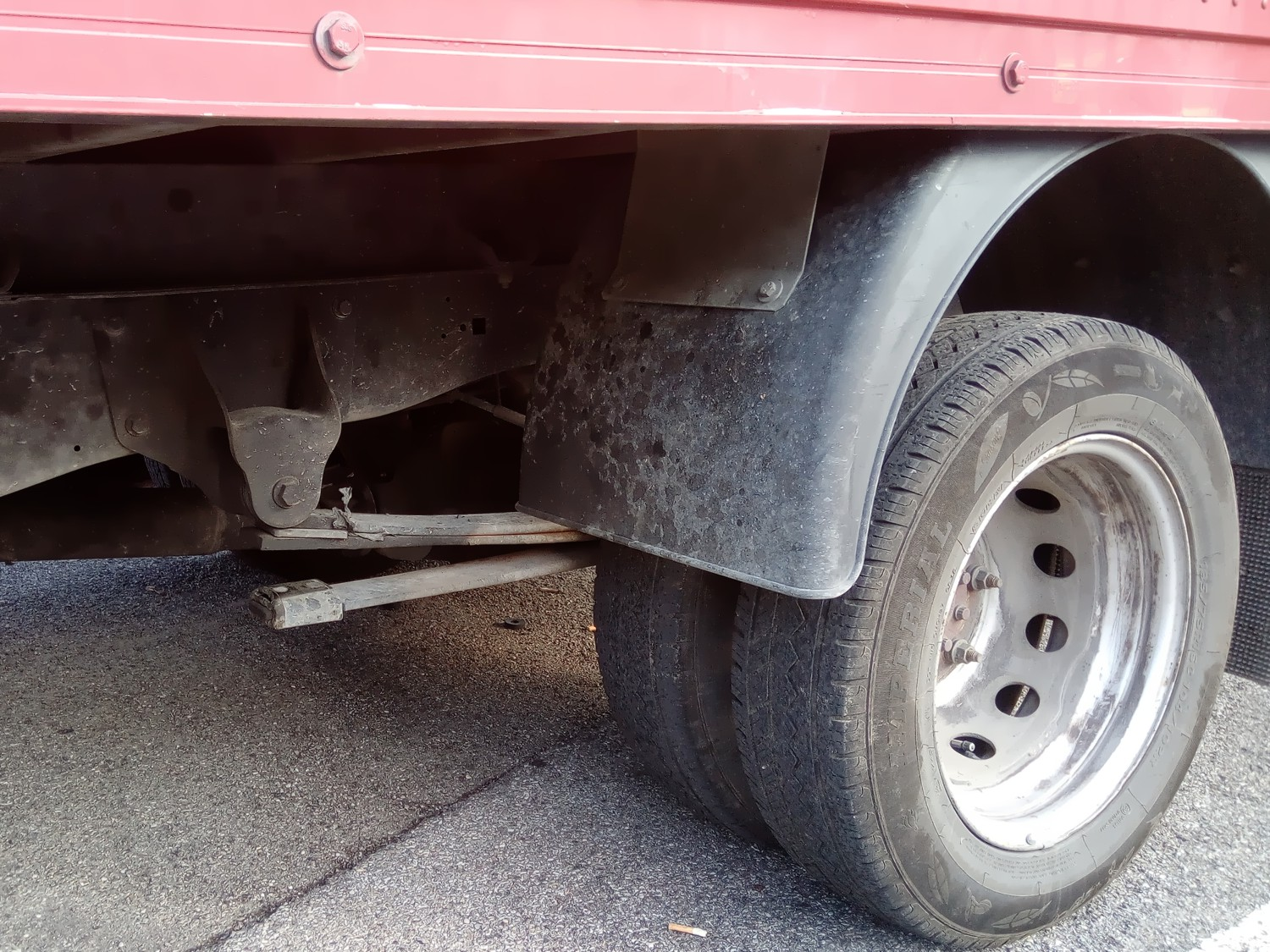
Sospensione a belestra Semi-ellittica del tipo progressivo

| Ellittica            | Carriage with elliptic springs                     |
| Semi-ellittica       | Vehicle suspension with semi-elliptic springs      |
| Tre quarti-ellittica | Car suspension with three-quarter elliptic springs |
| Un quarto-ellittica  | Vehicle suspension with quarter-elliptic springs   |
| Traversa             | Front suspension with transverse leaf spring       |

## Uso
Particolarmente semplice ed efficace ha goduto di grande considerazione nel campo automobilistico e ferroviario; in tempi recenti è stata progressivamente sostituita da sistemi di sospensione più evoluti, dove nelle automobili per passeggeri è oggi quasi del tutto scomparso. Tra le ultime autovetture ad utilizzare un sistema misto, con balestre al retrotreno, vi è stata la Fiat Panda del 1980. Nel campo ferroviario è stato abbandonato quasi del tutto nelle nuove costruzioni.